# Kalle Ankas trädgård
Kalle Ankas trädgård (engelska: Donald's Garden) är en amerikansk animerad kortfilm med Kalle Anka från 1942.

## Handling
Kalle Anka har en trädgård full med prisade vattenmeloner, som utsätts för invasion av en hungrig sork.

## Om filmen
Filmen hade svensk premiär den 15 april 1944 på biograferna Garbio och Plaza i Stockholm tillsammans med filmen Tarzans äventyr i öknen (engelska: Tarzan's Desert Mystery).

## Rollista
- Clarence Nash – Kalle Anka[6]